# Piratruten
Piratruten var en sejlrute, benyttet af engelske pirater i slutningen af 1600-tallet. Ruten ledte fra Atlanterhavet via Madagaskar og Afrikas Horn og til kysterne ved Yemen og Indien. Piraterne, som benyttede denne rute, kaldes i engelsk litteratur for Roundsmen. Ruten fulgte i væsentlig grad East India Companys ruter til Indien. Sørøvernes rute var almindeligt anvendt indtil starten af 1720'erne.
Piraternes rute startede med udgangspunkt i mange forskellige havne, herunder Bermuda, Nassau, New York City og La Coruña,afhængigt af, hvor piraterne samledes. Deres kurs var i grove træk fra Afrikas kyster via Madagaskar, Kap det gode håb til Madeira. En central del af ruten var sejladsen gennem Mozambique-kanalen til Madagaskar. Her provianterede de før den videre færd mod nord. Madagaskar var derfor særdeles vigtig for piraterne, ligesom den var et  strategisk vigtigt udgangspunkt for deres udplyndring af Mughal og for kontrollen af trafikken til Mekka, hvor muslimske  pilgrimme søgte til.